# 布加勒斯特條約 (1918年)
布加勒斯特條約（Treaty of Bucharest）是羅馬尼亞王國和奧匈帝國、保加利亞王國、德意志帝國、鄂圖曼土耳其帝國之間的和約，簽訂於1918年5月7日。和約規定羅馬尼亞退出一戰，割讓多布羅加地區給保加利亞；割讓喀爾巴阡山脈的部分地區給奧匈帝國；允許德國使用羅馬尼亞的油井90年；同盟國允許羅馬尼亞合併剛從俄羅斯獨立的比薩拉比亞。但奧匈帝國仍然軍事佔領著羅馬尼亞的瓦拉幾亞包括首都布加勒斯特的地區。一戰結束後由於協約國於11月最終使同盟國投降，因此布加勒斯特條約只實施了6個月。

## 外部連結
- Full text of the Treaty of Bucharest （页面存档备份，存于）
- The Treaty of Bucharest on FirstWorldWar.com
- Territory which was ceded to the Austro-Hungarian Empire by Romania following the Treaty of Bucharest, 1918 （页面存档备份，存于）